# José da Silva (futbolista)
José da Silva Varela (Santo Tomé, Santo Tomé y Príncipe, 22 de diciembre de 1991) es un futbolista de selección de Santo Tomé y Príncipe. Se desempeña en posición de delantero y actualmente juega en el Sporting Praia Cruz, que milita en el Campeonato nacional de Santo Tomé y Príncipe.

## Clubes
| Club                | País                  | Temporada       |
| ------------------- | --------------------- | --------------- |
| UDRA                | Santo Tomé y Príncipe | 2011            |
| Sporting Praia Cruz | Santo Tomé y Príncipe | 2013-2017       |
| UDRA                | Santo Tomé y Príncipe | 2018            |
| Santana FC          | Santo Tomé y Príncipe | 2019-actualidad |

## Palmarés
| Competición                                      | Equipo              | País                  | Año        |
| ------------------------------------------------ | ------------------- | --------------------- | ---------- |
| Campeonato nacional de Santo Tomé y Príncipe (2) | Sporting Praia Cruz | Santo Tomé y Príncipe | 2013, 2016 |
| Campeonato nacional de Santo Tomé y Príncipe     | UDRA                | Santo Tomé y Príncipe | 2018       |

## Selección nacional

### Goles como internacional
| #  | Fecha               | Local                                                     | Oponente     | Gol | Resultado | Competición                                             |
| -- | ------------------- | --------------------------------------------------------- | ------------ | --- | --------- | ------------------------------------------------------- |
| 1. | 16 de junio de 2012 | Estadio Nacional, Freetown, Sierra Leona                  | Sierra Leona | 2–4 | 2–4       | Clasificación para la Copa Africana de Naciones de 2013 |
| 2. | 26 de marzo de 2017 | Estadio Municipal de Mahamasina, Antananarivo, Madagascar | Madagascar   | 2–3 | 2–3       | Clasificación para la Copa Africana de Naciones de 2019 |
| 3. | 24 de marzo de 2018 | Estadio Nacional Nelson Mandela, Kampala, Uganda          | Uganda       | 1–3 | 1–3       | Amistoso                                                |